# Veronikabärfis
Veronikabärfis (Stagonomus bipunctatus) är en insektsart som först beskrevs av Carl von Linné 1758.  Veronikabärfis ingår i släktet Stagonomus, och familjen bärfisar. Enligt den svenska rödlistan är arten sårbar i Sverige. Arten förekommer i Götaland, Öland och Svealand. Artens livsmiljö är jordbrukslandskap.